# Stift Berentrop

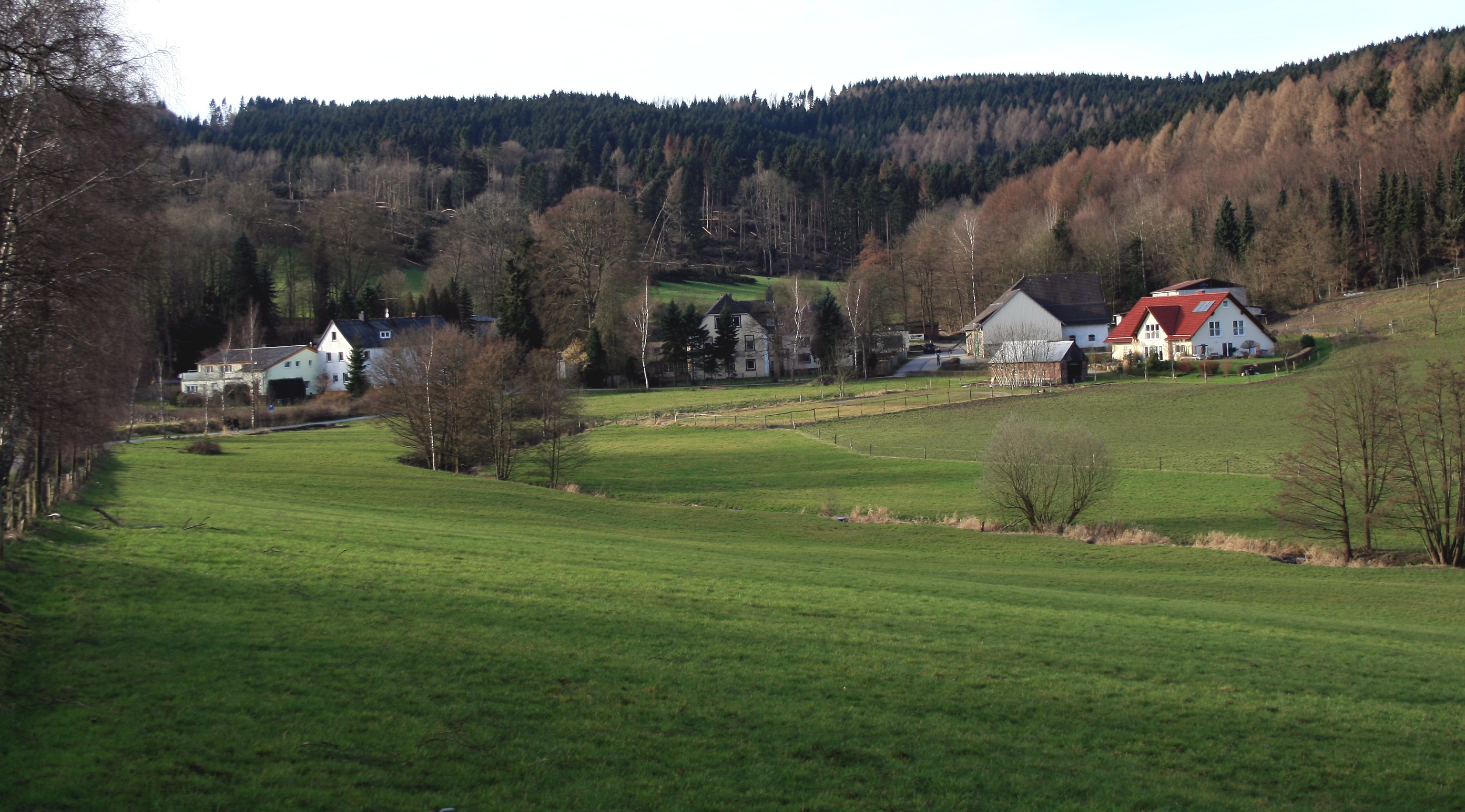
Gut Berentrop in Neuenrade (2007)

Das Prämonstratenserstift Berentrop entstand im 13. Jahrhundert und wurde 1356 zu einem Priorat des Klosters Scheda. Nach der um 1600 eingeführten Reformation verlor es nach und nach seine geistliche Bedeutung. Ab 1630 wurde das Stift an weltliche Personen verpachtet, bis es 1806 an einen Bürger aus Altena verkauft wurde.

## Geschichte und Entwicklung

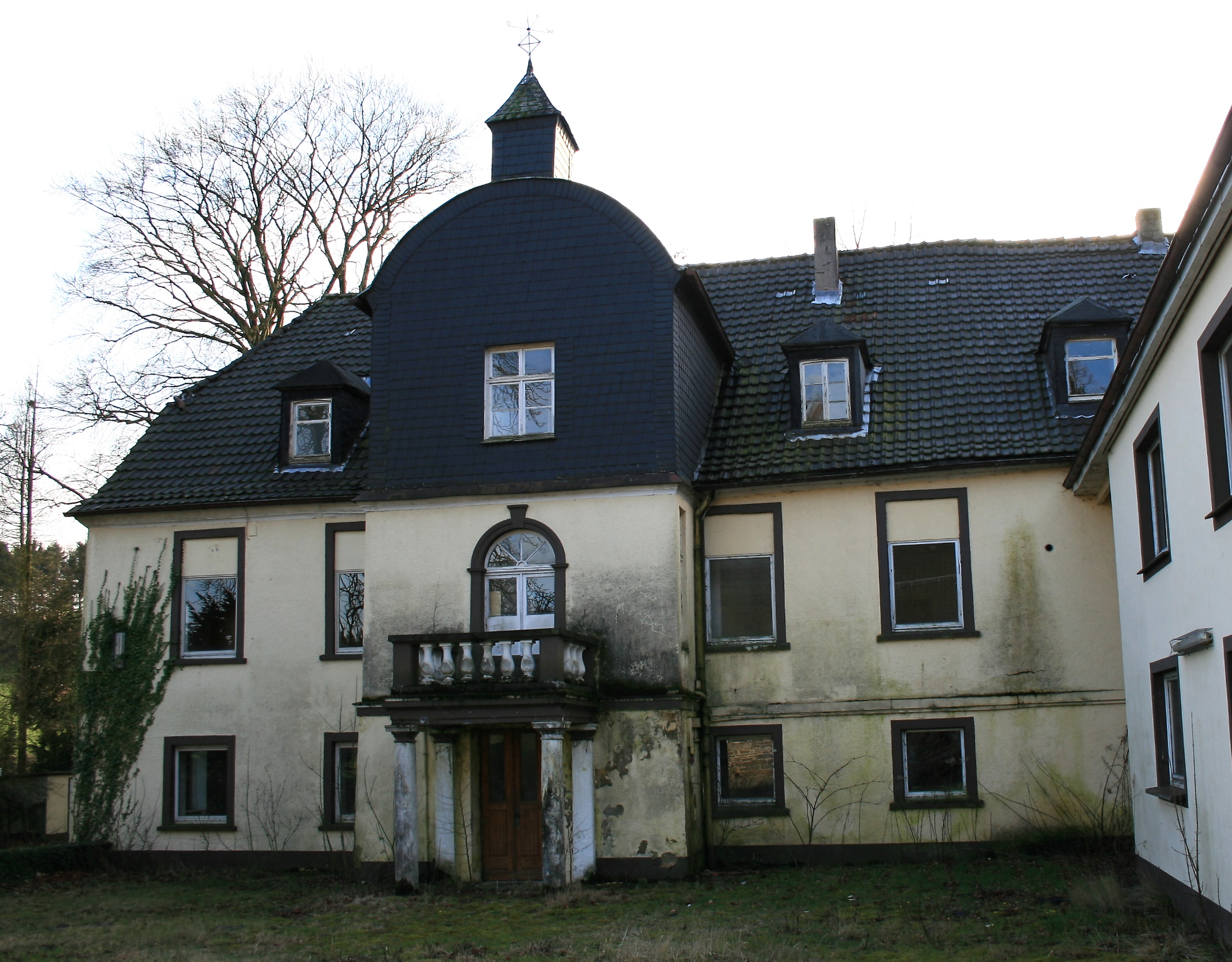
Das heute leerstehende Gutshaus (2007)

Die Behauptung, Kloster Berentrop sei schon im 12. Jahrhundert entstanden, lässt sich urkundlich nicht belegen. Erstmals wurde das Kloster 1220 in einer Urkunde des Klosters Flechtdorf erwähnt. Von diesem erhielt es die Pfarrkirche in Werdohl geschenkt und den dortigen Pfarrhof mit sieben Hufen zu Lehen übertragen. Später erwarb es noch Höfe in Langenholthausen, Altenaffeln und Affeln sowie einen Zehnten in Neheim.
Seit 1287 hatte Berentrop einen eigenen Vogt (Conrad von Rüdenberg). Im 13. Jahrhundert hielten sich Grafen von der Mark gelegentlich im Kloster auf.
In der genannten Urkunde wird das Kloster „Silva Sancte Marie Virginis“ beziehungsweise „Marienwalde“ oder „Bertelindorp“ genannt. Es hatte als Vorsteher einen Propst. Ihm unterstanden ein Prior, ein Subprior und ein Cellerarius. Daneben werden vier Priester, zwei Diakone, ein Subdiakon, ein Kleriker und fünf Laienbrüder aufgezählt.
1356 wurde das Kloster in ein Priorat des Klosters Scheda umgewandelt. Mit Prior Sergius von Pöpinghausen hielt die Reformation um 1615 Einzug ins Kloster. Nach dem Tod des Priors Kaspar von Graffen verlor das Stift seine Selbstständigkeit und wurde von jetzt an weltliche Personen verpachtet. Danach wurde kein Gottesdienst nach katholischem Ritus mehr durchgeführt. Das Kirchengebäude wurde 1669 den Protestanten zur Verfügung gestellt.
Die wirtschaftliche Lage verschärfte sich zunehmend, weil Pächter ihrer Abgabenpflicht nicht nachkamen und Bürger aus Neuenrade in den Waldungen des Klosters ohne Erlaubnis Holz einschlugen. Um 1800 wurde eine Garnbleicherei auf dem Klostergelände eingerichtet. 1806 wurde der gesamte Besitz an Arnold Heinrich Ludwig Schniewindt (1756–1825) aus Altena verkauft. Ein Brand zerstörte 1815 einen Großteil der Gebäude auf dem Klostergrund. Auf dem Gelände errichtete die Eigentümerfamilie Schniewindt ein neues Haupthaus, das sie bis zum Verkauf des Gutes im Jahr 1955 bewohnte. Nach dem Verkauf wurde das Anwesen weiter landwirtschaftlich genutzt. Das Haupthaus diente als Wohnheim für männliche Jugendliche, die in der angeschlossenen, sozialpädagogisch betreuten Ausbildungswerkstatt eine Lehre im Bereich Metallbau absolvieren konnten.
Das heute leerstehende Gutshaus steht seit 2010 teilweise unter Denkmalschutz.

## Liste der Pröpste und Prioren
- 1220 Ludolf
- 1231 Volkwin
- 1254 Bruno
- 1271–1278 Adam
- 1324 Lubbertus
- 1391/1397 Bernd von der Ruhr
- 1404 Dietrich
- 1475/1503 Rotger von Laer
- 1536–1540 Wilhelm von Galen
- 1540–1550 Johann Sundag
- 1550 Gerhard von Neuhoff[3]
- 1580 N.N. von Ossenbrock
- 1610–1618 Sergius von Pöpinghausen[4]
- 1618–1630 Kaspar von Graffen
- 1630–1633 Jobst von Isnaften[5]